# هستی‌شناسی نرم
آمیغ‌واژه‌ی « هستی‌شناسی نرم » که بدست الی هیرش در سال ۱۹۹۳ نوآفرینی شد، به پذیرش و یا تطبیق تفاوت‌های آشکار هستی‌شناختی‌های متفاوت، از راه تمیز‌دادن‌های مربوطه و تحلیل‌های زمینه‌ای اشاره دارد. (به تکنیک استفاده از یک مجموعه‌ی ساخته‌شده از چند هستی‌شناسی پایه در یک سامانه‌ی بزرگ‌تر می‌گویند)

## نگاه اجمالی
هیرش از این اصطلاح برای بسط و گسترش آنچه ویلیام جیمز در اثر برجسته خود در معرفت‌شناسی در سال ۱۹۰۷ با عنوان «پراگماتیسم» مطرح کرده بود، استفاده کرد. جیمز مثالی از نزاع بر سر یک سنجاب ارائه داد که اکنون مشهور شده است:
موضوع گفتگو یک سنجاب بود - یک سنجاب زنده که براین بود که به یک سوی تنه‌ی درخت چسبیده باشد همانگاه که در سوی دیگر درخت مردی ایستاده است. این بیننده‌ی انسانی تلاش می‌کند با حرکت سریع دور درخت، سنجاب را ببیند، اما مهم نیست که او چقدر سریع حرکت کند، سنجاب با همان سرعت در جهت مخالف حرکت می‌کند و همیشه درخت را بین خود و مرد نگه می‌دارد، به گونه‌ای که هرگز نگاهی اجمالی به او نمی‌افتد. پیچیدگی متافیزیکی برامده هم‌اکنون این است: آیا مرد دور سنجاب می‌چرخد یا نه؟
راه‌کار جیمز این بود که با روشن کردن «عملی» این موضوع که آیا «اطراف» به معنای پیمودن شمال/شرق/جنوب/غرب چیزی است یا پیمودن چپ/راست/قبل/پشت چیزی، گره کار به سادگی گشودنی بود.
هیرش در واقع مثال جیمز را یک اختلاف «گفتاری» می‌نامد و تا حدودی ارتباط بین اختلافات کلامی و هستی‌شناختی نرم را توضیح می‌دهد (به گفته هیرش، آنها تا حدودی اما نه کاملاً مجموعه‌ای از مشکلات با هم همپوشانی دارند).
دوراهی‌های نرم هستی‌شناختی در تقابل با دوراهی‌های سخت قرار دارند — آن‌هایی که نه قابل ترجمه‌اند، نه آشتی‌پذیر، نه همپوشان، و برای حلشان باید تغییری نظام‌مند یا پارادایمی در هستی‌شناسی فرد رخ دهد. انسان می‌تواند بسته به میزان انعطاف‌پذیری‌ای که در نظر دارد، هستی‌شناسی سخت یا نرم بنا کند.
سایر اصطلاحات مرتبط در فلسفه و علوم شناختی شامل « نسبیت هستی‌شناختی » (مانند کواین ) و « نسبیت‌گرایی شناختی » (مانند جک میلند ) است.

## دانش رایانه (اصطلاحات نامرتبط)
هستی‌شناسی نرم ، همانطور که در محافل علوم کامپیوتر توسط آویلس و همکاران (2003) پیشنهاد شده است، تعریفی از یک دامنه بر اساس مجموعه‌ای انعطاف‌پذیر از ابعاد هستی‌شناسی است. می‌توان آن را به عنوان زیرمجموعه‌ای از هستی‌شناسی‌ها در نظر گرفت، همانطور که در علوم کامپیوتر ، به تعبیر گروبر (1993) به عنوان تعاریف مفهوم‌سازی، تصور می‌شوند. برخلاف هستی‌شناسی‌های استاندارد، این رویکرد اجازه می‌دهد تعداد مفاهیم تشکیل‌دهنده آن به صورت پویا افزایش یا کاهش یابد، هر زیرمجموعه از هستی‌شناسی در یک زمان در نظر گرفته شود، یا ترتیب وزن یا اولویت متقابل آنها به صورت درجه‌بندی شده تغییر کند تا دیدگاه‌های هستی‌شناسی مختلفی را امکان‌پذیر سازد. در حالی که هستی‌شناسی‌های مرسوم، مفهوم‌سازی یک دامنه را از یک دیدگاه اولویت‌بندی شده توصیف یا تفسیر می‌کنند، رویکرد هستی‌شناسی نرم، وظیفه تفسیر را بسته به زمینه به ناظر، کاربر یا یادگیرنده منتقل می‌کند. (به هستی‌شناسی ضعیف مراجعه کنید)

## زمینه‌های کاربرد در دانش اطلاعات
این رویکرد به ویژه برای شیوه‌های تخصصی که قصد ارائه محتوا یا داده‌های خام را بدون ارائه هیچ طبقه‌بندی یا دسته‌بندی معتبری دارند، قابل اجرا است. همچنین برای پشتیبانی از بی‌طرفی در حوزه‌هایی مانند اخلاق، سیاست، زیبایی‌شناسی یا فلسفه، که در آنها ممکن است یک مفهوم‌سازی یا حقیقت مجاز واحد وجود نداشته باشد، یا ممکن است برای ارائه طیف وسیعی از دیدگاه‌ها به آن حوزه مفید باشد، مفید است. هستی‌شناسی‌های نرم همچنین ذاتاً از شیوه‌های هستی‌شناسی تعریف‌شده توسط کاربر، مانند فولکسونومی‌ها یا شیوه‌های برچسب‌گذاری ("tagsonomies") ناشی می‌شوند که از ویژگی‌های بسیاری از ژانرهای رسانه‌ای کاربرمحور معاصر است.

## بیشتر بخوانید
- هستی‌شناسی
- هستی‌شناسی (علم اطلاعات)
- هستی‌شناسی کم‌زور
- هوش مصنوعی